# Greckokatolicki dekanat żółkiewski
Dekanat żółkiewski – dekanat należący do eparchii sokalsko-żółkiewskiej, ukraińskiej cerkwi greckokatolickiej. W skład dekanatu wchodzi 26 parafii (w tym 4 w Żółkwi).

## Parafie
- Biesiady – parafia Zaśnięcia Przenajświętszej Bogurodzicy
- Błyszczywody – parafia Opieki Przenajświętszej Bogurodzicy
- Bojaniec – parafia św. Archanioła Michała
- Glińsko – parafia Zaśnięcia Przenajświętszej Bogurodzicy
- Krechów – parafia Przemienienia Pańskiego – (bazylianie)
- Kulików – parafia Zaśnięcia Przenajświętszej Bogurodzicy
- Kulików – parafia św. męczennika Dymitra
- Kupiczwola – parafia Przenajświętszej Eucharystii
- Lubella – parafia św. Mikołaja
- Macoszyn – parafia Położenia Pasa Przenajświętszej Bogurodzicy
- Mokrotyn – parafia Świętych Kosmy i Damiana
- Nowa Skwarzawa – parafia Opieki Przenajświętszej Bogurodzicy
- Opłytna – parafia Połóżenia Szaty Przenajświętszej Bogurodzicy – (bazylianie)
- Piły – parafia Zaśnięcia Przenajświętszej Bogurodzicy
- Ruda Krechowska – (bazylianie)
- Smereków – parafia Cudów św. Archanioła Michała
- Soposzyn – parafia Soboru Przenajświętszej Bogurodzicy
- Stara Skwarzawa – parafia Świętych Apostołów Piotra i Pawła
- Turynka – parafia św. Paraskiewy
- Wiązowa – parafia Opieki Przenajświętszej Bogurodzicy
- Wola Wysocka – parafia św. Archanioła Michała – (bazylianie)
- Zameczek – parafia św. Męczennika Dymitra
- Żółkiew – parafia Najświętszego Serca Pana Jezusa – (bazylianie)
- Żółkiew – parafia św. Jozafata
- Żółkiew – parafia Trójcy Przenajświętszej
- Żółkiew – parafia Narodzenia Przenajświętszej Bogurodzicy – (bazylianie)